# Beobachtungsbuch
Beobachtungsbücher dienen der Aufzeichnung von naturwissenschaftlichen Messungen und Beobachtungen. Im Gegensatz zu kleineren Notizen werden sie regelmäßig und meist systematisch genutzt und verhindern das Verlorengehen wichtiger Daten.

Notizen und Skizzen astronomischer Beobachtungen am Dobson-Spiegelteleskop 30/150 cm, Vergrößerung 165-fach, Süden oben.
Jupiter und Saturn mit drei bzw. vier ihrer Monde. Links auf Jupiter ein dunkler Fleck, der fast wie ein Mondschatten aussieht; roter Pfeil = Rotation in 20 min. Rechts taucht gerade Mond II auf.
(Zeichnung, 13. Juli 2021.)

Besondere Bedeutung haben solche Bücher -- heute auch in digitaler Form -- für Beobachtungen in freier Natur, vor allem
- in der Botanik und Zoologie,
- in der physischen Geografie,
- in der Meteorologie,
- für visuelle Beobachter in der Astronomie
- und zum Ablauf von Versuchs- bzw. Messreihen oder von Experimenten.

Im Vermessungswesen werden analoge Aufzeichnungen und zugehörige Skizzen auch Feldbuch genannt.

## Beispiele

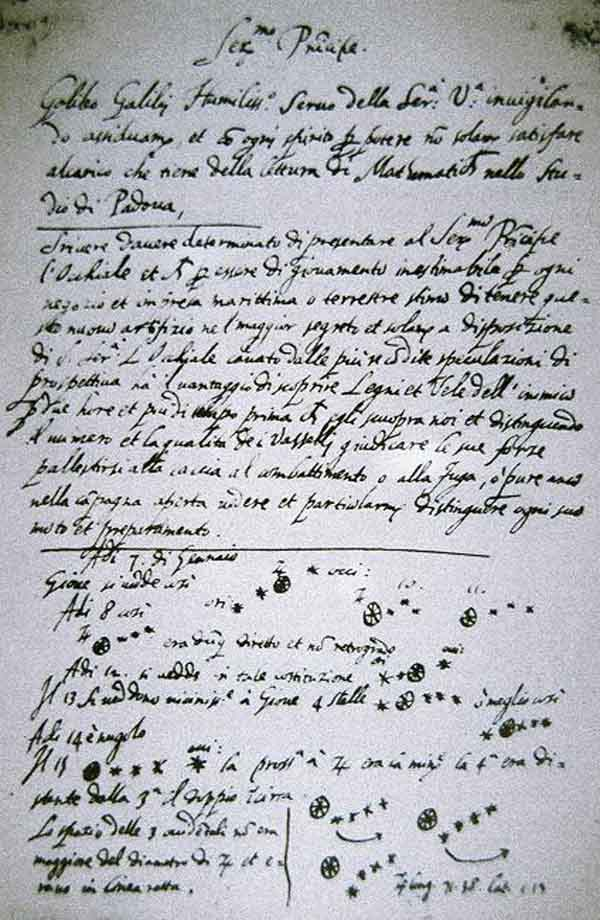
Aufzeichnungen Galileis zur Entdeckung der Jupitermonde (1610)
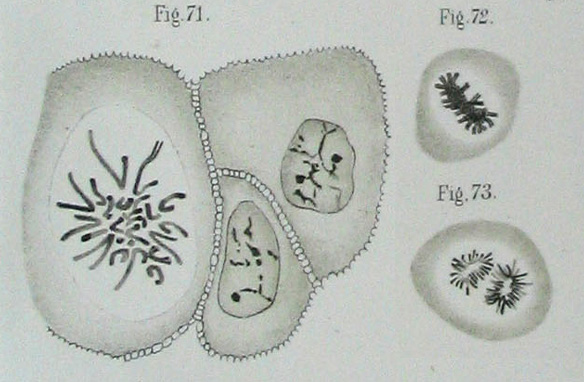
Walther Flemming 1882: Mitosefiguren bei Zellteilungen